# Atenção plena
O termo atenção plena (mindfulness, em inglês)  designa um estado mental que se caracteriza pela autorregulação da atenção para a experiência presente, numa atitude aberta, de curiosidade, ampla e tolerante, dirigida a todos os fenômenos que se manifestam na mente consciente — ou seja, todo tipo de pensamentos, fantasias, recordações, sensações e emoções percebidas no campo de atenção são percebidas e aceitas como elas são. Enquanto que no Contexto budista carrega o significado de manter em mente a informação correta.
O treinamento e aprendizado geralmente se dá através de técnicas de meditação e de outros exercícios afins, permitindo ao indivíduo uma ampla tomada de consciência de seus processos mentais e de suas ações.
Um olhar cuidadoso mostra que é preciso separar o conceito 'moderno' de atenção plena, usado na psicoterapia, do conceito de sati no budismo, já que o uso moderno do conceito se mostra uma deturpação que difere largamente do original.

## Atenção plena eSatino Budismo
Na tradição espiritual budista a quarta das Quatro Nobres Verdades refere-se ao caminho que conduz ao fim do sofrimento. As oito seções em que se subdivide esse caminho, chamado por isso Nobre Caminho Óctuplo, apresentam-se divididas em três grupos, o terceiro dos quais (Samadhi, tranquilidade ou concentração) refere-se à disciplina necessária para se obter o controle sobre a própria mente, e assim, o fim do sofrimento. A disciplina meditativa engloba assim três seções: o esforço correto (Samma Vayamo) para melhorar, a atenção plena correta (Samma Sati) e a concentração correta (Samma Samadhi).

### Visão moderna de Sati
Atenção plena desempenha um papel importante em várias formas recentes de psicoterapia, como a terapia comportamental dialética, o programa de redução do estresse baseado na mente alerta e a terapia de aceitação e compromisso.
Em abril de 2016, escritor Vasco Gaspar explicava que era tão simplesmente a “capacidade de estar presente”, o “estar consciente do que se passa à nossa volta”, das emoções que vamos sentindo ao longo do dia e do nosso próprio corpo.
'Atenção plena' designa, nesse contexto da interpreção moderna da palavra, um prestar atenção àquilo que é, de momento a momento. A prática da atenção plena ensina a suspender temporariamente todos os conceitos, imagens, juízos de valor, interpretações, comentários mentais e opiniões, conduzindo a mente a uma maior precisão, compreensão, equilíbrio e organização.
Alguns argumentam que o uso psicoterapico de Atenção plena não possua evidências de eficácia.
Mas é preciso um olhar nas raizes do termo, pois pode mostrar um quadro muito mais complexo de seus diferentes usos dependendo do contexto.

### Equívoco e visão dos suttas
Há um equívoco profundo que separa o termo Sati no seu uso moderno da psicoterapia e seu uso tradicional budista. Nos suttas do Canon Pali a palavra refere-se ao ato de lembrar/trazer à mente, colocado no sentido de lembrar aquilo que for pertinente, enquanto que o papel de conhecer o momento presente é colocado sob o termo sampajañña, que atua em conjunto com Sati. Neste contexto a tradução de Sati como 'Atenção plena' é de uso equivocado, pois este se refere ao uso moderno da palavra e difere largamente de seu uso nos textos tradicionais budistas. Frequentemente o temo sati é usado implicando sati-sampajañña, ambos agindo em coordenação, o que justifica em parte a origem do equivo que de que sati, por si, é uma qualidade de atenção.
Mantendo em mente o momento presente(sampajañña), trazendo à mente aquilo que for pertinente à situação(sati), a experiência do praticante é moldada não de acordo com suas tendências normais, mas de acordo com a prática do caminho óctuplo.
Esta qualidade de Sati pode ser estabelecida nos quatro Satipatthana, ou "quatro quadros de referencia do que lembrar e manter em mente". Entendendo o corpo como corpo, as sensações como sensações, a mente como mente e os fenômenos como fenômenos.
Assim o indivíduo não se deixa levar pelo seu conceito comum de corpo como individuo, mas sim ver o corpo como uma formação de elementos, a não ver as sensações como, por exemplo, emoções dentro de uma história emocional, mas como fenômenos de causa e efeito, surgindo e passando, etc.
Nos ensinamentos budistas tradicionais a qualidade de 'atenção'/'focar a mente em algo' nunca é tratada como 'plena', mas separada em 'atenção apropriada' e atenção 'imprópria' (Yoniso manasikāra e ayoniso manasikāra), pois dar atenção a fatores corretos (aumentam as qualidades mentais positivas) e ignorar outros (que aumentem as corrupções e estresse da mente) é equivalente ao desenvolvimento do fator de sabedoria/discernimento (pañña) do caminho octuplo. Assim a relação entre sati  e atenção é lembrar 'a que dar atenção', como um meditador que deve lembrar-se constantemente de voltar ao seu objeto de meditação e evitar de dar atenção a distrações, e quando a mente se esquecer do processo e ir para outros assuntos, sati tem o papel de lembrar de voltar a atenção ao que é necessário. Uma atenção que fosse 'plena' dificilmente teria um papel útil contra distrações.
Sendo assim, uma ideia de que Sati seja "suspender temporariamente todos os conceitos, imagens, juízos de valor, interpretações, comentários mentais e opiniões", difere vastamente do conceito original, que é sobre manter em mente os conceitos e juizos apropriados ao Nobre Caminho Óctuplo.
"E o que é a faculdade de Sati? Há o caso onde um monge, um discípulo dos nobres, continua Sati, altamente meticuloso, lembrando e capaz de trazer à mente até coisas que foram feitas e ditas há muito tempo[...]"  (sn 48.10)
"E como, monges, um monge tem Sampajañña? Aqui, monges, um monge age com sampajañña indo para a frente e retornando; age com sampajañña ao olhar para frente e desviar o olhar; age com sampajañña ao dobrar e estender os membros; age com sampajañña ao carregar o manto externo, o manto superior, a tigela; age com sampajañña ao comer, beber, mastigar e degustar; age com sampajañña ao urinar e defecar; age com sampajañña ao caminhar, ficar em pé, sentar, dormir, acordar, falar e permanecer quieto. Assim, monges, um monge tem sampajañña" (sn 36.7)
"A única forma que conduz à realização da pureza, à vitória sobre a tristeza e a lamentação, ao fim da dor e da angústia, à entrada no caminho correto e à realização do Nibbāna, é através das Quatro Fundações da Consciência ['Satipatthana' * ]. E quais são essas quatro fundações? Neste caso o discípulo, depois de ter posto de lado a cobiça e a angústia, detém-se com fervor (atappa) na contemplação do corpo (1), na contemplação da sensação (2), na contemplação da mente (3), e na contemplação dos objectos-mente (4), atento [com sampajañña*], compreendendo-os conscientemente."  (*referências ao original Pali adicionadas ao texto)
A qualidade de Sati, longe de ser passiva, é quem coordena a qualidade de esforço, trazendo à mente qual o esforço correto a ser exercido. Isso se relaciona com o termo atapa, citado na formula dos Satipatthanas, normalmente traduzido como ardor, fervor ou zelo.
"O indivíduo se esforça para abandonar resolução incorreta e entrar em resolução correta: esse é o esforço correto do indivíduo. O indivíduo mantem Sati  em abandonar resolução incorreta e penetrar e permanecer em resolução correta: isto é Sati correto do indivíduo. Dessa forma, essas três qualidades - entendimento correto, esforço correto e Sati correto – giram em torno do pensamento correto." (MN.117)
E podemos ver que o Buddha não ensinava a ser aberto e tolerante a tudo que surgia na mente:
"se, enquanto anda, surge em um monge um pensamento de sensualidade, um pensamento de má vontade, um pensamento de crueldade, e ele não o abandona rapidamente, dispensa ou apaga aquele pensamento, então um monge andando com tal falta de ardor e cuidado é dito continuamente letárgico e de pouca persistencia [Similarmente enquanto em outras posições do corpo]" (Iti.110) 
O papel de aceitação cai sob o fator de equanimidade, mas equanimidade é apenas um fator na fórmula dos Satipatthanas, expressa na sentença "depois de ter posto de lado a cobiça e a angústia". Como se pode ver nos textos acima, Sati tem um papel ativo em interpretar a experiência de maneira correta e gerar Resolução Correta.

##### Sati na prática
A aplicação prática de Sati é manter a informação correta em mente em relação a experiência do momento presente, relacionando a faculdade de sabedoria/discernimento à de esforço. Foi comparada pelo Buddha a um porteiro de uma cidade vigiando contra a estrada de inimigos (AN 7:63), e a um cozinheiro real observando as preferências do rei para assim atendê-lo melhor (SN 47:8). Esses similes mostram dois papeis ativos de Sati no caminho Budista: o de guardar a mente contra estados ruins, e o de buscar aquilo que traz resultados positivos para a prática.

##### Mindfulness e Awareness
A palavra Mindfulness, usada para traduzir Sati em inglês, foi um neologismo criado para traduzir sati quando, no seculo XIX, T. W. Rhys Davids encontrou o termo Sati enquanto traduzia DN22 para inglês, ele procurou um equivalente em inglês que iria expressar esse significado de memoria aplicado à atividade proposital no momento presente. A palavra 'Mindful' significava 'manter-se lembrando de algo', ele apenas converteu o adjetivo em um nome. Posteriormente com o uso mercadologico da palavra varias definições proliferaram, extrapolando esse uso.
Em inglês Sati as vezes tambem é definida como uma qualidade de awareness, ou a qualidade de "ter algo em mente" ou "saber de algo" , frequentemente a palavra é traduzida para portugues como 'consciencia', e em raros casos seu uso é equivalente a atenção. Mas é importante notar que "awareness" e "attention" são duas palavras distintas em ingles, assim como "consciencia" difere de "atencao" em portugues, e "sati" difere de "manasikara" em Pali.

#### Traduções
Devido ao budismo ser relativamente novo e com poucos adeptos em língua portuguesa, este e outros equívocos profundos ainda permeiam a maioria das traduções, que talvez devam tornar-se mais acuradas com o passar dos anos.
Parte da dificuldade de traduzir Sati está no fato de que ao mesmo tempo que a palavra, quando crua, representa o ato de "trazer à mente", seu uso prático implica sati-sampajañña (conhecer o momento presente e trazer à mente o que for pertinente).
Para sati-sampajañña, as traduções: "Consciência Correta"," Presença Mental", "Presença Consciente" e "Vigilância", tem sido alternativas sugeridas, mas é preciso manter em mente que tais termos implicam um conjunto de qualidades diferentes relacionadas na estrutura do estabelecer Sati.

## Atenção plena e Psicoterapia
O uso de técnicas de meditação budista para fins medicinais-psicoterapêuticos é registrado pelo menos desde o século VIII, quando o monge zen-budista chinês Guifeng Zongmi (Kuei-feng Tsung-mi [sistema Wade-Giles] ou Keiho Shumitsu em japonês, 780-841) descreveu, entre seus cinco tipos de meditação, um tipo básico dedicado às pessoas comuns, completamente isento de objetivos religiosos e voltado à saúde física e mental. Uma maior divulgação da meditação ocorreu, no entanto, apenas na década de 60 do séc. XX, com a vinda do monge budista vietnamita Thich Nhat Hanh.
Nos últimos anos um grande número de autores e pesquisadores, entre eles o médico americano Jon Kabat-Zinn e os psicólogos americanos Marsha M. Linehan e Steven C. Hayes, vêm se dedicando ao trabalho de oferecer para a meditação um referencial teórico científico, possibilitando assim seu uso terapêutico independentemente da conceituação religiosa budista e abrindo sua prática para um público mais amplo. A pesquisa mais recente oferece indícios de que uma série de terapias baseadas na atenção plena podem ser bem sucedidas no tratamento de dores crônicas, em sintomas de ansiedade e depressão, de estresse, e de comportamento suicida recorrente.

## Formulários

### Terapia cognitiva baseada na atenção plena
A terapia cognitiva baseada na atenção plena (MBCT) é uma terapia psicológica projetada para ajudar na prevenção da recaída da depressão, especificamente em indivíduos com transtorno depressivo maior (TDM). Ele usa métodos tradicionais de terapia cognitivo-comportamental (TCC) e adiciona novas estratégias psicológicas, como atenção plena e meditação consciente. Os métodos cognitivos podem incluir educar o participante sobre a depressão. A meditação de atenção plena e atenção plena concentra-se em tornar-se consciente de todos os pensamentos e sentimentos que chegam e em aceitá-los, mas não se apegando ou reagindo a eles.